# 석양의 갱들
《석양의 갱들》(이탈리아어: Giù la testa)은 1971년 개봉한 서사 스파게티 웨스턴 영화이다. 세르조 레오네가 감독과 공동 각본을 맡았다. 1910년대 멕시코 혁명 시기에 뜻하지 않게 혁명에 일조하게 되는 멕시코인 무법자와 전 아일랜드 의용군의 이야기를 다룬다.
영화 《옛날 옛적 서부에서》(1968), 《원스 어폰 어 타임 인 아메리카》(1984)와 함께 “옛날 옛적에 3부작”(Once Upon a Time Trilogy) 중 하나이며, 그중 두 번째에 해당하는 작품이다. 세르조 레오네가 연출한 마지막 서부 영화이며, 과소평가 받은 작품 중 하나로 여겨진다.

## 출연진
- 로드 스타이거
- 제임스 코번
- 로몰로 발리
- 리크 바탈리아
- 비비엔 찬들뢰르

## 우리말 녹음
KBS 성우진 (1996년 8월 24일)
- 노민 - 후안 (로드 스타이거)
- 설영범 - 존 (제임스 코번)
- 김정호
- 안경진
- 이윤선
- 이종구
- 유해무
- 장광
- 유제상